# Письма К.Х. Ч.У. Ледбитеру
«Письма К. Х. Ч. У. Ледбитеру» (англ. The K.H. Letters to C.W. Leadbeater) — книга, которую в 1941 году в Адьяре опубликовал известный теософ Чуруппумулладж Джинараджадаса. В 1980 году книга была переиздана. Оригиналы писем тибетского махатмы Кут Хуми члену Теософского Общества Ч. Ледбитеру хранятся в архиве центральной штаб-квартиры Общества в Адьяре. В 1919 году Джинараджадаса принимал участие в составлении и редактировании сборника писем махатм, в который были включены три письма К. Х. Ледбитеру. При подготовке сборника Джинараджадаса, используя документы архива, составил примечания к публикуемым письмам. Однако позднее он решил прокомментировать упомянутые три письма более подробно, включив в свою книгу фрагменты других писем махатм, письмо Е. П. Блаватской Ч. Ледбитеру от 23 июня 1886 года, мемуары бывшего ученика Ледбитера Джеймса Мэтли, а также записи из дневника Ледбитера и фрагменты из его книги «How Theosophy Came to Me». В переиздании 1980 года указаны три автора книги «Письма К. Х. Ч. У. Ледбитеру»: Кут Хуми, Ледбитер и Джинараджадаса.
Вопрос о существовании человека, которого можно было бы отождествить с Кут Хуми, до настоящего времени остаётся спорным. Последователи теософии приписывают Кут Хуми ряд сверхъестественных свойств, существование которых категорически отрицается современной наукой, в том числе способность получать и передавать информацию «оккультным путём».

## Ледбитер как адресат

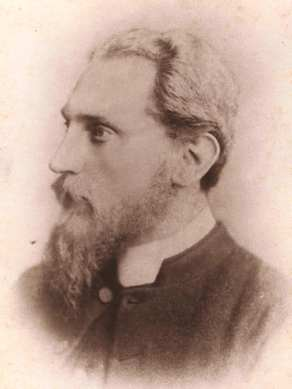
Ч. У. Ледбитер в 1882 году

Среди авторов, близких к теософии, высказывалось мнение не только о небольшой ценности сочинений Чарлза Ледбитера, но и о реальном вреде его книг для неискушённого читателя. Достоверность результатов оккультных исследований Ледбитера была оспорена его критиками, а его отчёты были названы, в лучшем случае, бессознательными творениями мысли. Член Теософского Общества Дж. Ходсон, считая, что эти критики заблуждаются, напомнил о письмах махатмы Кут Хуми, полученных Ледбитером:

«Одно из выдвинутых обвинений состоит в том, что встречи Ледбитера с Учителями Мудрости были лишь воображаемыми, то есть результатами бессознательных проекций его собственных мыслей. Однако следует помнить, что он получил от одного из Учителей два письма, вполне предметных и осязаемых, которые оккультным путём были переданы из-за Гималаев. Эти письма объективны, это вполне физические предметы и они до сих пор хранятся в архивах Теософического Общества».

## Первое письмо

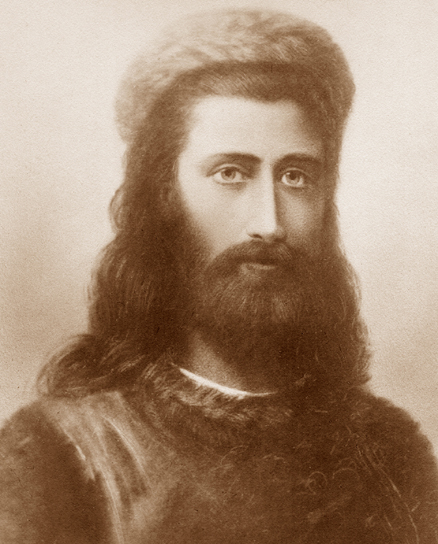
Портрет воображённого Учителя Кут Хуми.
Художник Герман Шмихен, 1884

Джинараджадаса пишет, что Ч. У. Ледбитер, будучи священнослужителем англиканской церкви (в округе Брэмшот) и членом Теософского Общества, по его словам, много лет глубоко интересовался спиритизмом, в особенности феноменами, которые подтверждали не только существование скрытых сил в природе, но также и управляющих ими бестелесных существ. Он утверждал, что наиболее часто имел дело с Уильямом Эглинтоном, которого он считал очень честным, разумным и любезным медиумом. Дух-руководитель Эглинтона по имени «Эрнест» согласился передать махатме Кут Хуми письмо, в котором Ледбитер «со всем почтением» сообщил, что с тех пор, как он впервые услышал о теософии, его единственным желанием было стать учеником махатмы (челой). Он также сообщил ему о своих тогдашних обстоятельствах и задал вопрос, нужно ли в течение семилетнего испытательного срока находиться в Индии. Письмо было послано Учителю К. Х. 3 марта 1884 года. Ответ К. Х. (первое письмо) Ледбитер получил утром 31 октября 1884 года. Письмо пришло по почте и имело лондонский почтовый штемпель: «Кенсингтон, 30 окт. — 84 г».
Учитель К. Х. писал:

«Прошлой весной, 3 марта, вы написали мне письмо и доверили его „Эрнесту“. Хотя сама бумага так и не дошла до меня — да и вряд ли могла, учитывая природу посланника — содержание её дошло. Я не ответил на письмо тогда, но послал вам предостережение через Упасику.
В этом вашем послании было сказано, что после чтения „Эзот. буддизма“ и „Изиды“, вашим „единственным большим желанием было стать моим челой, что вы желали бы узнать больше истины“. „Как я понял из высказываний м-ра С., — продолжали вы, — будет почти невозможно стать челой, не отправившись в Индию“. Вы надеялись, что сможете сделать это через несколько лет, так как узы благодарности обязывают вас пока оставаться в этой стране, и т. д.
Теперь я отвечаю на вышесказанное и другие ваши вопросы.
1. Находиться в Индии в продолжение семи лет испытаний необходимости нет. Чела может провести их где угодно.
2. Принятие какого-либо человека в качестве челы не зависит от моей личной воли. Это может быть лишь результатом его личных заслуг и усилий в этом направлении. Вынуждайте одного из „Учителей“ по своему выбору; делайте добрые дела во имя его и ради любви к человечеству; будьте чисты и непоколебимы на пути праведности (как заповедано в наших правилах); будьте честны и неэгоистичны; забудьте своё „я“, чтобы помнить о благе других людей — и вы заставите этого „Учителя“ принять вас.
Это требуется от кандидатов в периоды, когда развитие вашего Общества ничем не нарушается. Однако когда теософии, делу Истины, приходится стоять не на жизнь, а на смерть перед судом общественного мнения — самым легкомысленно жестоким, предубеждённым и несправедливым из всех судов — должно быть сделано нечто большее. К тому же нужно учитывать коллективную карму касты, к которой вы принадлежите. Нельзя отрицать, что дело, близкое вашему сердцу, сейчас страдает по причине тёмных интриг, подлого заговора христианского духовенства и миссионеров против Общества. Они не остановятся ни перед чем, чтобы подорвать репутацию Основателей. Вы готовы добровольно искупить их грехи? Тогда поезжайте в Адьяр на несколько месяцев. „Узы благодарности“ от этого не порвутся и даже не ослабеют из-за вашего отсутствия в течение нескольких месяцев, если этот шаг будет благовидно объяснён вашему родственнику. Тот, кто хотел бы сократить годы испытаний, должен жертвовать ради теософии. Подтолкнутое злобными руками к самому краю пропасти, Общество нуждается в каждом человеке, достаточно сильном для дела Истины. Чтобы пожать плоды заслуг, нужно именно делать благородные дела, а не просто их планировать. Как для „истинного человека“ Карлейля, не соблазняющегося беззаботностью, для сердца истинного челы в час испытаний „действенными приманками являются трудности, самопожертвование, мученичество и смерть“.
Вы спрашиваете меня: „Какие правила я должен соблюдать во время этого испытательного срока и как скоро я осмелюсь надеяться, что он может начаться?“ Я отвечаю: ваше будущее в ваших собственных руках, как показано выше, и каждый день вы можете ткать его ткань. Если бы я потребовал, чтобы вы сделали то или иное, вместо того, чтобы просто посоветовать, я бы нёс ответственность за каждое следствие, вытекающее из этого шага, а ваша заслуга была бы второстепенной. Подумайте, и вы увидите, что это правда. Так что вручите свою судьбу Справедливости, никогда не опасаясь, ибо её ответ будет абсолютно истинным. Челство — стадия обучения, так же, как испытания, и лишь от самого челы зависит, закончится ли оно адептством или провалом. Из-за ошибочного представления о нашей системе челы слишком часто сидят и ждут приказов, тратя ценное время, которое можно было бы заполнить личными усилиями. Наше дело нуждается в миссионерах, энтузиастах, посредниках, и даже, пожалуй, в мучениках. Но оно не может требовать от кого-либо сделаться таковым. Так что выбирайте теперь и возьмите свою судьбу в свои руки — и пусть воспоминание о нашем Господе Татхагате поможет вам принять лучшее решение.
К. Х.»— Первое письмо от Учителя К. Х.
Далее следуют пояснения Джинараджадасы, как он пишет, — в духе древних комментаторов Вед и Упанишад, — имеющие целью донести до изучающих оккультизм полные значения мысли Учителя.

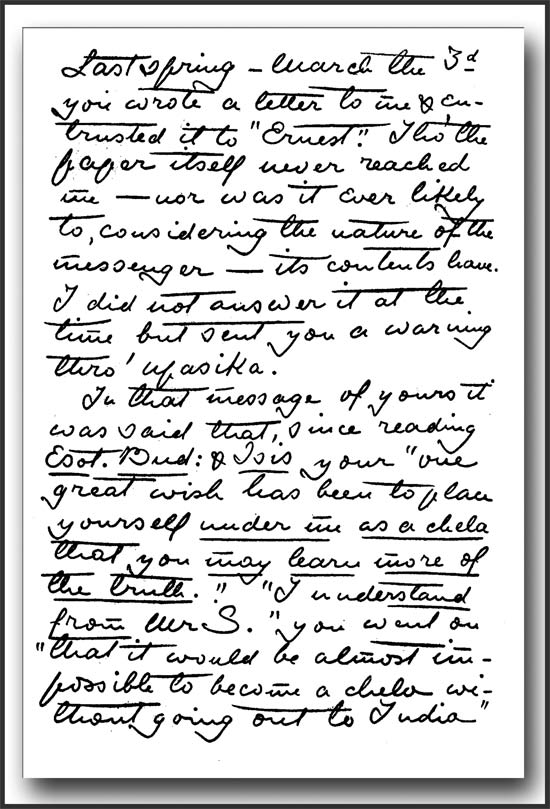
Факсимиле (фрагмент) первого письма махатмы

Послал вам предостережение через Упасику. Он пишет, что Упасика — слово, часто используемое Учителями для Елены Петровны Блаватской (Е. П. Б.), так как во время её пребывания у них в Тибете она взяла буддийские обеты мирской сестры. По его словам, посланное предостережение было намёком Е. П. Б. Ледбитеру, чтобы смягчить его энтузиазм по поводу спиритических феноменов.
Узы благодарности обязывают вас… Комментатор поясняет, что пастор англиканской церкви преподобный У. В. Кейпс (дядя Ледбитера), будучи влиятельным лицом в духовных кругах, помог племяннику в его карьере священнослужителя. Ледбитер понимал, что он не сможет уехать в Индию, не создав трудностей для дяди, которому он должен был срочно найти вместо себя другого викария.
Находиться в Индии… нет необходимости. Джинараджадаса пишет, что среди первых теософов имела хождение идея, что не будет никакого реального духовного роста и оккультного продвижения, если не поехать в Индию. Эта идея всё ещё преобладает среди тех, кто в Европе и Америке верит в существование Учителей. В этих странах сотни людей думают, что какое-либо духовное продвижение невозможно начать, если они не освободятся от их западной среды и не прибудут в Индию в поисках Учителя. Комментатор поясняет, что расстояние не имеет никакого значения для адепта, и хотя он может быть за тысячи миль, его внимание будет немедленно привлечено к любому человеку, искренне и глубоко стремящемуся к истине, или к любому из его учеников, когда они работают для Учителя.
Вынуждайте одного из «Учителей»… По мнению комментатора, ничем не мог К. Х. поразить больше, чем использованием слова вынуждайте и подчёркиванием его, чтобы привлечь особое внимание. Он считает, что кандидат должен так определить направление всех своих мыслей и чувств, чтобы они сходились в надежде быть принятым челой. Если такое определение претворено в действие день за днём, что иногда может быть в течение многих лет, он «стучит» в дверь махатмы, и махатма, как агент Благого Закона, «должен открыть дверь», поскольку кандидат «заставил этого „Учителя“». К. Х. в письме дважды берёт слово «Учитель» в кавычки; по словам Джинараджадасы, дело в том, что адепты никогда не называли себя Учителями, но просто Братьями. Когда началась переписка между A. П. Синнеттом и A. O. Хьюмом и адептами, слово Учитель было применено к ним, возможно потому, что и Е. П. Б., и полковник Олкотт использовали это слово. Комментатор утверждает, что адепты — не учителя, дающие инструкции в философии и разъясняющие проблему Освобождения. Они ясно дали понять, что их задача — помочь уменьшить человеческое страдание, «немного облегчить тяжёлую карму мира».
Приходится стоять не на жизнь, а на смерть… Здесь Джинараджадаса подробно излагает историю, связанную с атакой на Теософское Общество со стороны христианских миссионеров Мадраса, воспользовавшихся предательством Куломбов. В частности, он пишет, что когда Куломбы пришли к миссионерам со своей выдумкой скользящей панели, как о «приспособлении для мошенничества» Блаватской, миссионеры решили воспользоваться представившейся им возможностью для того, чтобы уничтожить Теософское Общество и его работу. Они поверили Куломбам, финансировали их и начали наступление на Общество в миссионерском журнале. Предлагалось так называемое свидетельство, чтобы доказать, что Учителя были изобретением Е. П. Б., что письма махатм писала она сама, а Куломбы были обязаны исполнять её указания.
…Коллективную карму касты, к которой вы принадлежите. Джинараджадаса пишет, что именно представители христианства предприняли тогда попытку до основания разрушить Теософское общество, хотя миссионеры не относились к англиканской церкви, к которой принадлежал Ледбитер. Учитель впервые показывает факт, который никто не учитывал прежде — что есть не только индивидуальная карма, но также и коллективная карма групп, таких, как каста или нация. Комментатор утверждает, что, хотя Ледбитер не принимал участия в миссионерском заговоре разрушения Общества, а напротив, был верным его сторонником, но, так как он был христианским священником, он был вовлечен в карму мадрасских христианских миссионеров.
Вы готовы добровольно искупить их грехи? Комментатор задаёт вопрос и отвечает на него. Каким образом Ледбитер мог очистить себя от грехов своей касты? Идя в Мадрас, в самый лагерь миссионеров-заговорщиков, и показывая публично, что посвящённый в духовный сан слуга Христа был сердцем и душой с Обществом. Такое действие искупило бы грехи его коллег-христиан в той мере, насколько была затронута его доля в их карме.
Как для «истинного человека» Карлейля… Отмечая начитанность махатмы Кут Хуми в западной литературе, Джинараджадаса предполагает, что он читал «О героях и культе героев» Карлейля, поскольку в лекции Карлейля «Герой как пророк» есть следующие предложения:

«Это клевета на людей — утверждать, что они побуждаются к героическому действию беззаботностью, надеждой на удовольствие как компенсацией, леденцами любого вида в этом мире или в следующем! В самом жалком смертном есть нечто возвышенное. У бедного, проклинающего всё на свете, солдата, нанявшегося, чтобы быть застреленным, есть своя „честь солдата“, отличающаяся от строевых уставов и ежедневного шиллинга. Он здесь не для того, чтобы испытать приятное, но чтобы сделать что-то истинное и благородное, и оправдать себя под божьими небесами как сотворённый Богом человек, к чему неосознанно стремится самый ничтожный сын Адама. Покажите ему, как сделать это, и самый тупой подёнщик превратится в героя. Только очень извращённый человек скажет, что его можно соблазнить беззаботностью. Трудности, самопожертвование, мученичество, смерть — вот приманки, которые действуют на сердце человека. Разожгите внутреннюю добрую жизнь его, и вы получите пламя, которое сожжёт все низкие мысли».
Оригинальный текст (англ.)It is a calumny on men to say that they are roused to heroic action by ease, hope of pleasure, recompense,—sugar-plums of any kind, in this world or the next! In the meanest mortal there lies something nobler. The poor swearing soldier, hired to be shot, has his "honor of a soldier," different from drill-regulations and the shilling a day. It is not to taste sweet things, but to do noble and true things, and vindicate himself under God's Heaven as a god-made Man, that the poorest son of Adam dimly longs. Show him the way of doing that, the dullest day-drudge kindles into a hero. They wrong man greatly who say he is to be seduced by ease. Difficulty, abnegation, martyrdom, death are the allurements that act on the heart of man. Kindle the inner genial life of him, you have a flame that burns up all lower considerations.— Из Раздела I
Комментатор поясняет, что когда Учитель цитирует Карлейля, он делает существенное изменение. Карлейль пишет «сотворённый Богом человек», Учитель же пишет «истинный человек». Изменение не случайное. Джинараджадаса пишет, что во всех сообщениях от махатм в период 1880—1888 г.г. они возражают против использования слова «Бог», как обозначения, описывающего «окончательную реальность», «главную причину» существования Вселенной. Поскольку, как можно заметить, слово «Бог» сразу означает личностного Бога, то есть Творца и Управителя Вселенной, представленного в человеческой форме, хотя у него может быть много голов и рук, как в индусских изображениях. Джинараджадаса считает, что как только «окончательная реальность» персонифицируется, следующий шаг состоит в том, чтобы возносить молитвы к «Нему», испрашивая у «Него» льгот или освобождения от действия «Его» же собственных законов. Очевидно, человек, бесконечно малый по сравнению с необъятностью Вселенной, ничего не мог придумать кроме искажённого образа персонифицированного Бога. Человек теряет из виду факт, — который очень существенен для него, — это знание, что он живёт во Вселенной с неизменными и весьма надёжными законами. Когда этот высший факт существует на заднем плане сознания человека, а не на его авансцене, он, естественно, всегда пытается «обойти» карму, закон причин и последствий, призывая в помощь воображаемого агента, который якобы находится вне этого закона.
По мнению комментатора, именно эта персонифицированная концепция «окончательной реальности» приносит с собой такое зло, как конкуренция религий, которые представляют эту «реальность» под различными именами, обещают спасение исключительно тем, кто поклоняется ей только под одним особенным её названием, и воюют за одного и только одного истинного Бога.
Из-за ошибочного представления о нашей системе челы… Джинараджадаса пишет, что Учитель Мудрости не требует ни того, чтобы ученики вокруг него обслуживали его личные нужды, ни того, чтобы они были просто учениками, которым он будет преподавать религию и философию. Комментатор поясняет, что адепт по своему статусу — агент Плана Логоса, и для него является фактом, что «Я и Отец — одно». Поэтому он — организатор божественных энергий, распределительная станция сил, которые по Плану Логоса предназначены для человечества. Поэтому Учитель ищет не просто учеников, но, пожалуй, подмастерьев, которые могли бы быстро обучиться, чтобы стать эффективными и надёжными помощниками.
Воспоминание о нашем Господе Татхагате… Джинараджадаса пишет, что эта фраза долго озадачивала его, и он не знал, что всё же возможна правильная интерпретация мысли Учителя. Если бы было призвано благословение Татхагаты (буддийский титул для Гаутамы Будды) объяснение было бы простым, хотя могло бы показаться странным — призывать это специфическое благословение на христианского священнослужителя. «Но каково воспоминание о Господе, которое призывается? Фраза предполагает, что когда-то в прошлом м-р Ледбитер встретил Господа Будду».
Джинараджадаса продолжает:

Вне всякого сомнения, он, так же как и тысячи из нас, встретил Господа как Бодхисаттву в одном из многих предыдущих воплощений Его. Где-нибудь в природе нашего Эго такое прекрасное воспоминание хранится без действия, но может быть пробуждено. Если бы это было так, то решение, принятое м-ром Ледбитером, стало бы влиять на него во многих жизнях, и то восстановленное воспоминание могло бы стать великим источником вдохновения для Эго.
До 1909 года м-р Ледбитер знал детали своего воплощения как грека в Афинах; но он не присутствовал физически в Индии в то время, когда Господь Будда давал Своё Великое Учение, хотя некоторые из коллег м-ра Ледбитера, например, д-р Анни Безант, и были там непосредственно. Но при исследовании прошлых жизней Алкиона был найден очень знаменательный случай, когда м-р Ледбитер, действительно, встретил Господа. Полное описание этого эпизода дано в книге «Жизни Алкиона» (глава «Жизнь V», стр. 64-66).
Татхагата в воплощении, которое было приблизительно в 40 000 г. до н. э., отправился из города Белого Острова в Центральной Азии в Египет, чтобы преподать духовенству атлантов Сокровенные Учения Невидимого Света и Невидимой Работы. Египетские легенды позже говорили о Нём как о Toте, или Те́хути, в греческом предании Он известен как Гермес Трисмегист — Гермес Трижды Величайший.

Возвращаясь из Египта домой, в Центральную Азию, Он остановился на некоторое время в Аравии, куда Его Брат, Ману пятой коренной расы, пришёл с поселенцами и организовал колонии Своей второй, или арабской, подрасы. Там в это время родились в одной семье пять Эго, судьба которых — стать великими учителями в будущем, последователями «Сияния Будд». Через некоторое время, когда Господь преподал Свои учения избранным потомкам Ману, Он назвал для Него на прощальной встрече эти пять Эго (одним из которых было Эго по имени Ч. У. Ледбитер — в этом воплощении его).— Из Раздела I
Джинараджадаса пишет, что письмо заканчивается инициалами «К. Х.» из имени Кут Хуми, которое является не личным именем Учителя, а скорее, названием его ведомства, в котором он — высокий сановник; это секта тибетского буддизма «Кутхумпа».

## Второе письмо
В отличие от Джинараджадасы, предпочитающего прямое цитирование мемуаров Ледбитера, Тиллетт прибегает к пересказу; в его изложении события 31 октября 1884 года развивались для Ледбитера (после получения письма от Учителя Кут Хуми) так:

«Преисполненный энтузиазма после получения письма, Ледбитер поспешил вернуться в Лондон, не сомневаясь в своём решении посвятить жизнь службе Учителям. Он надеялся на посредничество Е. П. Б. в том, чтобы послать свой ответ Учителю K. Х. Сначала Е. П. Б. отказывалась прочесть письмо махатмы, говоря, что такие дела являются сугубо частными, но в результате настойчивости Ледбитера она, наконец, его прочла и спросила, какой он решил дать ответ Учителю. Он сказал, что хочет бросить свою карьеру священника и отправиться в Индию, полностью посвятив себя службе махатмам. Е. П. Б. заверила его, что вследствие её постоянной связи с махатмой он уже знает о решении Ледбитера, и даст свой ответ в ближайшее время. Поэтому она предупредила, что Ледбитер должен оставаться около неё до получения ответа, не отходя ни на мгновение».
Оригинальный текст (англ.)Filled with enthusiasm and anxious to devote his life to the service of the Masters, Leadbeater hurried back to London the day after he received the letter.  He hoped to be able to send a reply to KH via HPB.  At first HPB refused even to read the letter, saying that such things were private, but at Leadbeater's insistence she finally did so, and asked him what reply he proposed to make.  He wanted to say that he was willing to give up his career in the Church and go to India, to devote himself entirely to the Master's service, but that it would be some three months before his affairs could be put in order to allow him to do so.  HPB assured him that, because of her close association with the Master, he would immediately be aware of Leadbeater's reply, and would answer in the near future.  For this reason, she warned Leadbeater, he must stay near her at all times until the reply was forthcoming, and not leave her for even a moment.
Как пишет далее Тиллетт, излагая версию Ледбитера, доставка в Лондон второго письма К. Х. с помощью Е. П. Б. произошла прямо на глазах адресата:

«Её рука странно дёрнулась, и маленькое облачко беловатого тумана, сформировавшееся в её ладони, сгустилось в сложенный листок бумаги. Она вручила его Ледбитеру, сказав: „Это ваш ответ“. Несмотря на любопытство собравшихся вокруг них теософов, Е. П. Б. приказала, чтобы Ледбитер прочитал письмо, никому его не показывая и не разглашая его содержание». В письме было следующее:

Поскольку ваша интуиция повела вас в верном направлении и заставила понять, что моим желанием было, чтобы вы отправились в Адьяр немедленно, я могу сказать вам больше. Чем скорее вы поедете в Адьяр, тем лучше. Не теряйте ни одного дня, насколько это в ваших силах. Отплывайте 5-го, если возможно. Присоединяйтесь к Упасике в Александрии. Не давайте никому знать, что вы едете, и пусть благословения нашего Господа и мои скромные благословения защищают вас от всякого зла в вашей новой жизни. Поздравляю вас, мой новый чела.
К. Х.Никому не показывайте мои записки.— Второе письмо от Учителя К. Х.

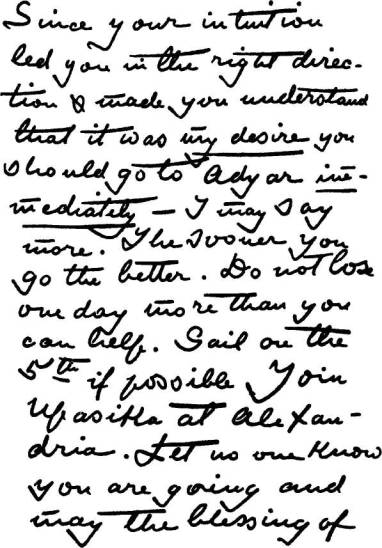
Факсимиле (фрагмент) второго письма махатмы

Джинараджадаса пишет о Ледбитере по этому поводу, что «воспоминание о нашем Господе Татхагате» вспыхнуло в Эго, и личность стала делать то, что низшему уму казалось чрезвычайно тёмным и неизвестным. Интуиция высветила поворотный пункт, и в двенадцатичасовой интервал уложились опыт и работа, на которые обычно требовалось семь лет. Его дядя и тётя больше никогда не встречались с ним, даже после того, как он, пять лет спустя, возвратился в Англию. Практически во всех делах Ледбитер был уже «вне их круга, как отступник и бездельник, который пренебрёг своими возможностями».
По поводу дальнейших событий, касающихся Блаватской, Ледбитера и их спутников, Джинараджадаса, в частности, сообщает:

Во время железнодорожной поездки от Исмаилии до Каира Е. П. Б. получила осаждённое сообщение от Учителя К. Х., в котором была одна строка для м-ра Ледбитера: «Скажите Ледбитеру, что я удовлетворён его рвением и преданностью».

## Третье письмо (сообщение)
Джинараджадаса пишет, что третье сообщение от Учителя К. Х. Ледбитеру — не письмо, а краткое послание из шести предложений, «осаждённое» на последней странице письма Е. П. Б. от 23 июня 1886 года во время почтовой пересылки. По мнению теософов, существует несколько разновидностей этого метода, применяемого махатмами, когда вместо того, чтобы писать отдельное письмо, они давали его содержание во вкрапленных словах или фразах, или писали на свободной стороне другого письма.
Комментатор поясняет, что в 1886 году Ледбитер работал в Коломбо в штабе Буддийского Теософского Общества. Условия, в которых Ледбитеру пришлось жить и работать, были тяжёлыми для человека, родившегося в Европе. Ему была предоставлена штабом Теософского Общества служебная квартира в Коломбо. Джинараджадаса пишет:

Отсутствие благоприятной атмосферы Aдьяра, и просто физическая неприемлемость условий жизни в этом незначительном «туземном городе» легко могли вызвать у рафинированного европейца желание уехать. У м-ра Ледбитера была на втором этаже, в конце здания, примыкающего к улице, одна маленькая комната, служившая кабинетом, столовой и гостиной, а крошечная спальня была отгорожена от веранды ширмой из холста. У него, конечно, была своя ванная, в которую нужно было спускаться на первый этаж; но рядом с ней — не ватерклозет, поскольку в нём не было никакой воды, и даже не индийское приспособление с ежедневной «очисткой», но — ужасная выгребная яма, вычищаемая один раз в год.
— Из Раздела III
В 1886 году Ледбитер обратился к Е. П. Б. с просьбой переслать Учителю его письмо. Е. П. Б. отправила его приложение обратно вместе со своим письмом, в котором объяснила причину отказа:

Что же до приложения, то я не возьмусь его переслать. Я не могу сделать этого, мой дорогой друг: я поклялась не доставлять больше писем, и Учитель дал мне право и привилегию отказать. Так что я отложила его и посылаю вам таким, как получила. Если бы махатма К. Х. принял письмо и захотел его прочесть, он бы забрал его из моего ящика, однако оно осталось на месте, значит, он отказался.— Из Письма от Е. П. Блаватской
Комментатор пишет, что когда письмо Е. П. Б. пришло в Коломбо, письма Учителю, возвращённого Е. П. Б., внутри не оказалось. Но вместо него было сообщение от Учителя поверх последней страницы её письма. 
Учитель К. Х. писал:

Наберитесь мужества. Я доволен вами. Действуйте по собственному усмотрению и верьте вашей лучшей интуиции. Маленький человек потерпел неудачу и пожнёт свою награду. А пока — МОЛЧАНИЕ.К. Х.— Третье сообщение от Учителя К. Х.
Я доволен вами. Джинараджадаса пишет, что Ледбитер, несмотря на тяжёлые для европейца условия работы, активно помогал полковнику Олкотту организовывать буддийское образование на острове Цейлон.

Короткое сообщение от махатмы Кут Хуми показало Ледбитеру, что его рвение и преданность снова получили высокую оценку. Джинараджадаса комментирует:

Три простых слова, но, сколько энергии они, должно быть, принесли м-ру Ледбитеру!… Именно м-р Ледбитер, идя по стопам полковника Oлкотта, помог создать буддийское образовательное движение на острове Цейлон, хотя буддисты вряд ли знают об этом сегодня. Но если Учитель сказал: «Я доволен вами», разве имело значение, что об этом не говорил больше никто?— Из Раздела III

## Описание иллюстраций
Факсимиле второго письма махатмы Кут Хуми — на стр. 50-51. В книге опубликованы репродукции трёх конвертов, в которых были получены письма, снабжённые пояснениями Джинараджадасы, репродукции страниц «Теософиста» за август 1886 г., где напечатана статья Ледбитера «Анурадхапура и Михинтале». Экземпляр этого номера журнала, принадлежавший Е. П. Блаватской, хранится в Aдьяре. Она отметила последние два параграфа, сопроводив их своим комментарием. Две последние репродукции — надписи на экземплярах книг Блаватской «Голос Безмолвия» и «Ключ к теософии», которые она подарила Ледбитеру.

## Мемуары Мэтли
В виде приложения «Ч. У. Ледбитер в округе Брэмшот» в книгу вошли воспоминания Джеймса У. Мэтли, учившегося в церковно-приходской школе, директором которой был Ледбитер. Брат Джеймса, Фрэнк У. Мэтли, был в той школе учителем. По инициативе Ледбитера было образовано для детей несколько обществ: молодёжное отделение Общества Умеренности англиканской церкви, церковное Общество, Общество изучения живой природы. Одновременно Ледбитер был руководителем церковного хора, в котором участвовали оба брата. Дж. Мэтли пишет, что Ледбитер серьёзно интересовался астрономией: у него был зеркальный телескоп, и однажды он опубликовал статью о лунном затмении. Упомянуты спортивные интересы Ледбитера: теннис, крикет, плавание, водный туризм.

## Критика
Теософские учения, изложенные в книгах Блаватской и других членов Теософского Общества, неоднократно подвергались жёсткой критике. Многие авторы выражали сомнение по поводу источников информации, сообщаемой теософами. В частности, К. Пол Джонсон утверждал, что «махатмы», о которых писали теософы и чьи письма представили, в действительности являются идеализациями людей, которые были менторами Блаватской. Джонсон заявил, что Кут Хуми — это Такур Сингх Сандханвалиа, член Сингх Саба, Индийского национально-освободительного движения и реформаторского движения сикхов. Махатма Мориа — это Махараджа Ранбир Сингх из Кашмира, который умер в 1885 году. Некоторые учёные отмечали, что имеется мало доказательств того, что «махатмы» Блаватской когда-либо существовали.

## Комментарии
1. ↑  Джинараджадаса был президентом Теософского Общества Адьяр с 1945 по 1953 год, вице-президентом — с 1921 по 1928 год, см. Eminent Theosophists.
2. ↑  Грегори Тиллетт в своём исследовании биографии Ледбитера неоднократно цитирует книгу Джинараджадасы, см. [1]
3. ↑  См. в The Theosophist за февраль 1927 года  факсимиле 2-го письма, полученного Ледбитером от махатмы К. Х.
4. ↑  Г. Тиллетт писал: «Концепция Учителей, или махатм, представленная Блаватской, является сплавом западных и восточных идей; по её словам, местонахождение большинства из них связано с Индией или Тибетом. И она, и полковник Олкотт утверждали, что видели махатм и общались с ними. В западном же оккультизме идея „сверхчеловека“ была связана, в частности, с братствами, основанными Мартинесом де Паскуалли и Луи-Клодом де Сен-Мартеном»[2]. См. также: Разоблачённая Изида#Невидимые соавторы (информация из «Британники»).
5. ↑  «Extracts from his diary for the last days in Bramshott are found in Jinarajadasa, 1941:60-1».[3]
6. ↑  См. WorldCat 16907110.
7. ↑  Е. И. Рерих назвала Ледбитера «злым гением» теософии.[5] См. также: Человек: откуда, как и куда#Критика Елены Рерих.
8. ↑  Джеффри Ходсон (1886—1983), родился в Англии; увлёкся оккультизмом после первой мировой войны. В течение нескольких десятилетий был лектором Теософского Общества. Специализировался на применении ясновидения для исследования ангелов и фей. См.[6]
9. ↑  «Hermann Schmiechen was a German painter living in London who had joined the Theosophical Society. He agreed to take part in a „psychical experiment“ to see if images could be transferred to his mind from those who had seen the Masters»[8].
10. ↑  «Leadbeater’s interest in spiritualism increased after the death of his mother on May 24, 1882… Like so many others who have been drawn into spiritualism, Leadbeater was encouraged to a deeper involvement after the death of a relative».[9]
11. ↑  «In the course of his investigations into spiritualism he had been attending a series of seances with William Eglinton (1857—1933). Eglinton was a leading exponent of slate writing, a technique popular for a time, in which a sealed slate would have a message written on it during a seance, even though the slate was supposedly inaccessible to human agents. Eglinton had previously provided more spectacular phenomena in the form of levitation and materializations, once being — so it was claimed — „translated“ from one room to another during a séance… Eglinton also joined the London Lodge of the TS in 1884».[10]
12. ↑  По мнению Джинараджадасы, в данном контексте, это Блаватская и Олкотт.
13. ↑  Всего было прокомментировано 30 основных (по мнению Джинараджадасы) положений первого письма махатмы К. Х.
14. ↑  «India is the home of all theosophic speculation. Oltramere says that the directive idea of Hindu civilization is theosophic. Its development covers a great many ages, each represented in Indian religious literature. There are formed the basic principles of theosophy».[15]
15. ↑  Upāsikā — мирская последовательница, практикующая в миру буддистка. (См. «Краткий пали-русский словарь».)
16. ↑  «Upasika i.e. HPB».[14]
17. ↑  «Leadbeater’s father’s sister, Mary, had married William Wolfe Capes, an eminent churchman in the Diocese of Winchester. Capes represented almost everything the Established Church represented in the nineteenth century».[16]
18. ↑  «As a Curate, Leadbeater was responsible for many of the routine duties involved in parish life: marriages, baptisms, funerals, conducting Morning and Evening Prayer, preaching, visiting the sick and conducting the Sunday School».[17]
19. ↑  «The Theosophical theory at the time held that it was necessary for a pupil or chela to spent seven years during a probationary period living in India, a country believed not only to be more spiritual than the materialist West, but also to be the home of several Masters. Accordingly, many Theosophists looked to India with great longing, and wanted to travel to the mystic East. In his letter to Leadbeater, however, KH declared that it was not necessary to go to India, and talked about the moral qualities necessary for acceptance as a chela».[14]
20. ↑  Благой Закон — буддийская Дхарма (Дхамма).
21. ↑  Джинараджадаса пишет, что в определённых восточных религиях благодетельный человек занимается «даной», или даянием, потому что он надеется таким образом приобрести «пунью», или заслугу, то есть хорошую карму, приводящую к мокше, или нирване, освобождающей от колеса перерождений. (Индийские религиозно-философские термины «пунья», «мокша», «нирвана» см. в «Новой философской энциклопедии».) Также см.[18]
22. ↑  «Человек может освободиться от колеса рождений и смертей, чтобы перейти к сверхчеловеческой эволюции».[19]
23. ↑  Алексис Куломб — плотник в штаб-квартире Теософского Общества; Эмма Куломб — жена Алексиса Куломба, работала в штаб-квартире экономкой. В мае 1884 года Куломбов исключили из Теософского общества по обвинению в краже, попытках лжи и клеветы. (См. «Оккультный мир Е. П. Блаватской». Сборник. Пер. с англ. — М.: Сфера, 1996). См. также: Дело Куломбов[англ.]
24. ↑  А. Н. Сенкевич писал: «Эмма Куломб пыталась шантажировать членов совета управляющих в Адьяре — Джорджа Лейна-Фокса и Франца Гартмана какими-то записками, компрометирующими Блаватскую. Эмма требовала денег, иначе грозилась опубликовать эти записки».[20] См. также: Отчёт Ходжсона.
25. ↑  Тиллетт писал: «Миссионеры считали Е. П. Б. шарлатанкой, мошенницей и, видимо, аморальной личностью. Обвинения в аморальности и жульничестве преследовали её на протяжении всей её теософской карьеры точно так же, как позднее они стали преследовать Ледбитера».[21]
26. ↑  «Эмма Куломб продала связку писем ректору Мадрасского христианского колледжа, издателю журнала „Христианский колледж“ преподобному Паттерсону».[22]
27. ↑  «Christian missionaries, displeased at the spectacle of Englishmen travelling to the orient to sit at the feet of teachers of those religions from which the missionaries sought to make converts, sought to take action against the Society and its founders».[12]
28. ↑  «While there seemed to be no special problem with Leadbeater’s morals, the fact that he was a clergyman did create a difficulty, much as it had done when he had first applied to join the TS».[23]
29. ↑  См. также:[24]
30. ↑  «Дух — Бог — Истина! Это три термина, выражающие одну и ту же идею. Слова Дух и Истина предпочитаются многими метафизиками термину Бог, по той причине, что такой термин потерял ясность в умах многих, пользующихся им и приписывающих Богу те или иные атрибуты и свойства личности».[26]
31. ↑  См. также о мнимом атеизме Шанкары, являющемся, по сути дела, «сверхтеизмом» в книге:[27]
32. ↑  Мнение христианских теологов о теософии (как реакция на непризнание концепции персонифицированного Бога): «The denial of a personal God nullifies its claim to be a spiritualistic philosophy. Judging it as presented by its own exponents, it appears to be a strange mixture of mysticism, charlatanism, and thaumaturgic pretension combined with an eager effort to express its teaching in words which reflect the atmosphere of Christian ethics and modern scientific truths».[28]
33. ↑  «Когда душа человека готова для духовной истины, и эта истина или её часть выражена в присутствии его или предложена его вниманию в письменной форме, он по интуитивной догадке признаёт и усваивает её. Восточные учителя знают, что их преподавание есть только посев, и что на каждую мысль, схваченную учеником, сотня мыслей взойдёт на поле его сознания через известный промежуток времени».[29]
34. ↑  Тиллетт писал, что среди исторических знаменитостей, удостоенных включения в список исследованных реинкарнаций, был Будда, названный Ледбитером Махагуру.[31]
35. ↑  «Одним из основных компонентов теософии является учение о перевоплощении — процессе, охватывающем как эволюцию Вселенной в целом, так и эволюцию человека».[33]
36. ↑  Из списка псевдонимов эго, приведённого Тиллеттом: „Annie Besant — Herakles“. (Список был опубликован в книгах «Man: whence, how and whither» и «The Lives of Alcyone»).[35]
37. ↑  «Each root-race has seven sub-divisions or sub-races».[36]
38. ↑  Точнее, одновременно оказались в воплощении, так как пятым был отец (см. «Письма К. Х. Ч. У. Ледбитеру», примечание 10).
39. ↑  Согласно книге Besant A., Leadbeater C. The Lives of Alcyone, четыре брата: Сурья — Бодхисаттва Майтрейя, Меркурий — Учитель К. Х., Сириус — Ледбитер, Селена — Джинараджадаса, и их отец Алкион — Кришнамурти. Из списка псевдонимов эго, приведённого Тиллеттом: C. W. Leadbeater — Sirius, Krishnamurti — Alcyone, Jinarajadasa — Selene. (Список был опубликован в книгах «Man: whence, how and whither» и «The Lives of Alcyone»).[35]
40. ↑  «He had to leave London on the night of November 4th. He hurried back to his Hampshire parish to gather his belongings together, and make the necessary arrangements for his departure. No doubt his uncle was astonished to be informed that Leadbeater was severing all connection with the Church and his family, and leaving England in three days to go to India; he never saw his uncle again».[38]
41. ↑  Осаждение (англ. precipitation) — в теософии означает нанесение на бумагу текста или рисунка с использованием оккультных сил; может выполняться дистанционно (См. «Письма Махатм», письмо 10). Упоминается в статье о Блаватской в «Британнике» (ред. 1910 г.): «The mahatmas… „precipitated“ messages». См. также: Письма махатм А. П. Синнетту#Исследование оригиналов писем.
42. ↑  Джинараджадаса пишет, что в это время Ледбитер «питался, главным образом, овсянкой, хлебом и бананами, и немного оставалось на молоко. Чай и кофе были роскошью. М-с Синнетт периодически посылала ему носки и носовые платки».[39][41]
43. ↑  «Leadbeater travelled regularly into the villages, usually going by night on a bullock cart, and spending days organizing schools and obtaining subscriptions and donations. It was hard and uninspiring work».[41]
44. ↑  «По словам Джинараджадасы, это сообщение было осаждено поверх письма Е. П. Б. во время почтовой пересылки. Письмо же Ледбитера, о котором Е. П. Б. написала, что она его приложила, отсутствовало».[43]
45. ↑  Баваджи (Дхарбагири Натх) — чела-неудачник; о его отступничестве Блаватская сообщила Ледбитеру в письме от 23 июня 1886 года. Сенкевич пишет о нём, как о «похожем на подростка бывшем мелком клерке из конторы по сбору налогов».[44]
46. ↑  «In 1886, Olcott founded, and Leadbeater became first Principal of the Buddhist High School, at 54 Maliban Street in the Pettah district of Colombo. It began with 37 pupils, but through the three years of Leadbeater’s leadership both the quality and the quantity of the pupils improved… The High School subsequently developed into Ananda College[англ.]».[45]
47. ↑  «In addition to the lecturing and organizing, Leadbeater was also responsible for the editing of The Buddhist, The English Organ of the Southern Church of Buddhism».[46]
48. ↑  «His work in Ceylon was regarded as a great success by Colonel Olcott, who wrote to HPB in March 1886: „Leadbeater is making a good impression on the people… and he will not dream of trying to break off the Buddhists from the T.S. and set up a little kingdom of his own. There was a great crowd here on Saturday evening to hear his experiences. He goes the whole figure for Buddhism and against Christianity“».[47]
49. ↑  «For a facsimile of the envelope, see Jinarajadasa, 1941:97».[48]
50. ↑  «The Theosophist», vol. 7, August, 1886, p. 678.[49]
51. ↑  «James Matley left the only known account of Leadbeater’s work in his parish».[50]
52. ↑  «Leadbeater… taught singing, organized clubs, and groups for them, ran the Sunday School, and was also responsible for the Church school».[17]
53. ↑  «Leadbeater also organized activities for other children in the parish, and established a branch of the „Union Jack Field Club“… Leadbeater also established a branch of the Church Society».[51]
54. ↑  «Leadbeater also had an interest in astronomy, and owned a twelve inch reflector telescope».[52]
55. ↑  См. Отчёт Ходжсона, У. К. Джадж#Публикация в «Сан».
56. ↑  По словам Джонсона, он был «весьма ортодоксальным теософом в течение десяти лет» и опубликовал тогда более двух десятков статей в различных теософских журналах. См.:
Johnson K. P. Research That is Destructive of Belief Systems. 1994
Johnson K. P. Seeing Auras. 1995.
57. ↑  Также см.[55]
Однако следует отметить, что несколько ранее А. И. Андреев писал, что  исследование  С. Грофом случаев мистического «расширения сознания» и «переживания встреч со сверхчеловеческими духовными сущностями», от которых человек получал «послания, информацию и объяснения по разным экстрасенсорным каналам», могут дать ключ к разгадке феномена теософских «махатм» —  «духовных гидов с более высокого плана сознания». (См. Андреев А. И. Оккультист Страны Советов. М.: 2004).